# ともばら

日本における牛肉の部位

ともばらは日本における牛肉の部位の1つ。

## 概要
日本の食肉小売品質基準による分類では、ともばらは牛ばら肉に含まれており、牛ばら肉はかたばらと「ともばら」とに分けられる。
一般的に「（牛肉の）バラ肉」と呼ばれる部位がともばらであり、肉質は繊維質で筋膜も多く、肉のきめは粗い。しかし、さしが入っており、風味は濃厚である。
大衆的な焼肉や牛丼に用いられる。

## 細分類
公益財団法人日本食肉流通センターによる『牛・豚コマーシャル規格書』においては、ともばらは以下のように細分されている。
骨付きともばら
後肢外側の大腿筋膜張筋の前縁に沿って、腸骨の前端（寛結節）まで切り進み、そのほぼ中央から、背線とほぼ平行に切断して分割した部位。
ともばらセット
ともばらセットC
ともばら
うちばら
ともばらを中央（肋骨と肋軟骨の境目、腹鋸筋と深胸筋の切れ目）から上下に分割した上側。
ともばらA
第7肋骨から第9肋骨側の部位。
ともばらB
第10肋骨から第13肋骨側の部位。
そとばら
ともばらを中央で上下に分割した下側。
ともばらC
ともばらD
かいのみ・ささみ
第13肋骨後端で、背線とほぼ直角に分割した後脚側の部位。
かいのみ（フラップミート）
背中（ヒレ）に近い部位。切り出した形が「貝」に似ていることからの命名。牛1頭から数キログラムしかとれない希少部位であり、高額で取り引きされている。
牛ヒレの赤身肉の旨味とバラ肉のジューシーな旨味とが組み合わさった味わいをしている。
うちばらに含めることもある。
フランク（ささみ）
かいのみとは逆に腹に近い部位。笹の葉のようなサシが入っていることから、「笹肉」「ササバラ」「ササミ」「笹の葉」とも呼ばれる。
そとばらに含めることもある。

### 名称の対応表
以下に、日本、アメリカ合衆国、カナダ、オーストラリア、ニュージーランドにおける名称の対応表を記す。
| 日本                       | アメリカ                                 | カナダ                                       | オーストラリア               | ニュージーランド                       |
| -------------------------- | ---------------------------------------- | -------------------------------------------- | ---------------------------- | -------------------------------------- |
| 骨付ともばら               | ショートリブ                             |                                              |                              |                                        |
| 骨付ともばら               | ショートプレート                         | ショートプレート, リブ, ショートリブ         |                              |                                        |
| 骨付ともばら               | リブ                                     | ショートプレート, リブ, ショートリブ         |                              |                                        |
| 骨付ともばら               | フォアシャンク                           | フォアシャンク                               |                              |                                        |
| 骨付ともばら               |                                          | ブリスケット                                 |                              |                                        |
| ともばらセット             |                                          |                                              |                              |                                        |
| ともばらA                  | ショートリブ                             | ショートプレート,リブ，ショートリブ          | ショートリブミート           |                                        |
| 肋間筋                     | リブ, リブフィンガー                     | リブ, リブフィンガーミート, インターコスタル | インターコスタル             |                                        |
| ともばらB                  |                                          |                                              |                              |                                        |
| ともばらC                  | プレート，ショートプレート               |                                              | ブリスケット，ナーベルエンド | ブリスケット，ナーベルエンド, トモバラ |
| かいのみ（フラップミート） | ロイン，ボトムサーロインバット，フラップ | ロイン，ボトムサーロインバット，フラップ     | フラップミート               |                                        |
| フランク（ささみ）         | フランク・ステーキ                       | フランク・ステーキ                           | フランク・ステーキ           |                                        |
| その他バラ                 |                                          |                                              | シンフランク                 |                                        |
| その他バラ                 |                                          | シンフランクミート                           |                              |                                        |
| その他バラ                 |                                          | インターナル・フランクプレート               |                              |                                        |
| その他バラ                 |                                          | エクスターナル・フランクプレート             |                              |                                        |
| その他バラ                 |                                          | フランクプレート，ステーキチップ             |                              |                                        |